# 東京大轟炸

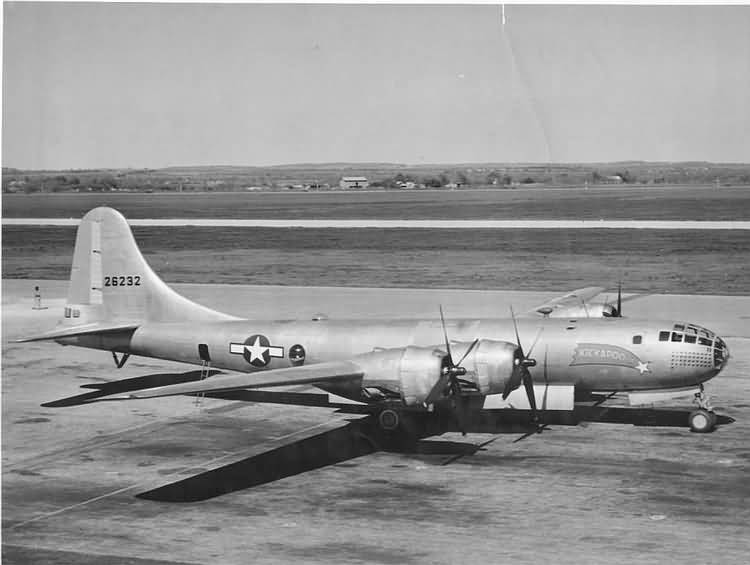
B-29轟炸機近影

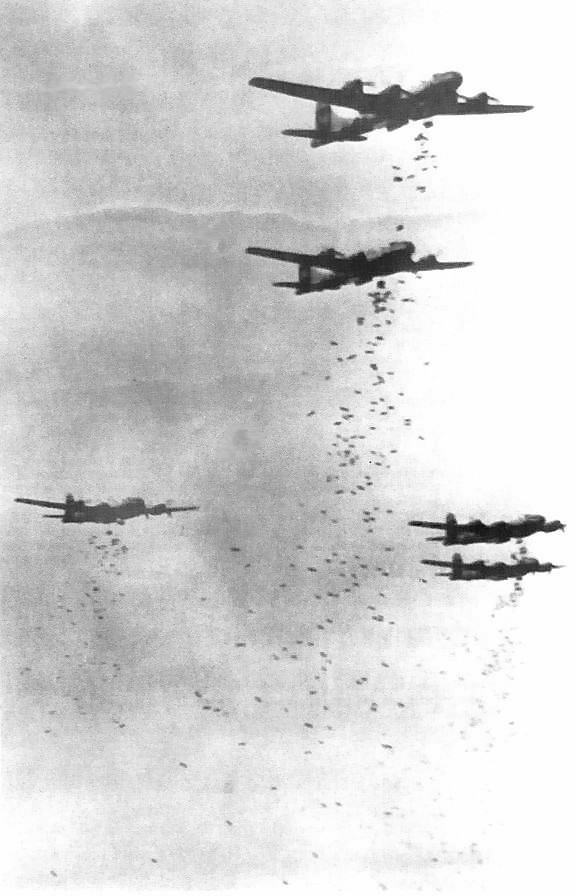
執行轟炸任務的B-29轟炸機

东京大轰炸（英語：Bombing of Tokyo），又名東京大空襲（日语：／ Tōkyō daikūshū），是第二次世界大戰期间美國陸軍航空軍对日本东京的一系列大规模戰略轟炸。
自1944年11月24日起，东京总共经历过106次空袭，包括5次大规模空袭（1945年3月10日、4月13日、4月15日、5月24日、5月25-26日），其中1945年3月10日的下町空襲造成了10万人以上死亡以及100万人流失住所，5月25日的空袭造成约7,000人死亡。多數情形下，「东京大轰炸」普遍指1945年3月10日、5月25日這兩次轟炸。

## 早期轟炸
早在1941年的珍珠港事件後，美國的吉米·杜立特中校就曾派出16架B-25米切尔型轰炸机空襲日本東京、橫濱、名古屋和神戶等地的油庫、工廠和軍事設施，但是此次轟炸主要只具備象徵性意義，對日本所造成的實質打擊非常有限。
但當美國成功研發並製造出B-29超級堡壘轟炸機後，美軍終於开始有能力對日本作出有實質作用的戰略轟炸。B-29轟炸機的时速达563千米，飞行高度超过1万公尺，续航里程为6430千米。打擊距離達到2,400公里，並能攜帶9,000公斤彈藥。當時軸心國的戰鬥機除Me-262和橘花（日本根據Me-262的藍圖資料及性能數據自行仿製，未量產）以外均不能達到此高度，即使達到也追不上B-29的速度。
美軍于1944年6月15日首次使用B-29对日本进行轰炸。在柯蒂斯·李梅將軍领导下，美军展开「馬特霍恩行動」，68架B-29從成都起飛，轟炸位於日本北九州的八幡鋼鐵廠。但這次攻擊並沒有造成太大的破壞，68架飛機中，只有47架命中目標，另有4架未能起飛，4架墜毀，还有6架因機件問題要在途中棄置所帶的炸彈，有一架被擊落，其餘的大多只轟炸了次要的目標。
1944年的11月24日，美军首次从日本的南方对日本实施轰炸。美軍派出88架轟炸機空襲了東京，意欲在白天进行更精准的轰炸。飛機在10,000公尺高空投彈，結果只有约30架飞机找到了轰炸目标，投掷的炸弹有約10%命中預定目標，只有一个飞机制造厂受了轻伤。
當時美軍尚未攻佔馬里亞納群島、硫磺岛等軍事基地，由中國出發的飞机则会遇到補給問題，而且距離也太遠。由中國起飛的B-29必須減少載彈量以運載燃料，故此从中国出发的B-29僅能對日本發動有限的攻擊。直到尼米玆海軍上將的跳島戰術攻佔了一些接近日本的島嶼後，美军才開始籌備對日本本州的大規模轟炸。
美軍在歐洲曾使用日間精確轟炸戰術，但因日本的天氣並不適合此戰術。美軍的戰略轟炸造成的傷亡比後來的原子彈攻擊還要多，估計大約35萬到90萬的城市平民因此死亡，數百萬人無家可歸。

## 燃燒彈攻勢
1945年2月23日至24日，美軍首次對東京採取大規模燃燒彈攻勢。當晚174架B-29轟炸機在東京拋下大量燒夷彈，把東京約2.56平方千米的地方焚燬。
隨後在3月9日至10日，美軍开始执行“火牛”轰炸行动，派出334架B-29轟炸機從馬里亞納群島出發，再次使用凝固汽油彈對東京進行持續2小時的地毯式轟炸。
每架飛機攜帶六至八噸燃燒彈，燃燒面積可達6,500平方公尺。為避免己方不必要的傷亡，空襲時各轟炸機單獨轟炸而不進行編隊。不少的飞机为了多载炸弹而拆除了自卫机枪，仅保留了尾部的机枪。开始由两队B29轰炸机先行进入目标区，投掷M29燃烧弹，引发一个十字燃烧区，其余轰炸机以此为标记进行投弹。
東京有不少建築物（特別民宅）都是傳統的木造建築，所以猛烈的燒夷彈轰炸使當晚的東京出現了火災旋風，334架B-29共投下了超過2千噸燃燒彈，產生的高溫足以使區內所有可燃物（包括人體）燒著，造成近10萬人死亡，近41平方千米的地方被焚燬，主要是皇居以東的地區，東京約有四分之一被夷為平地，其中18%是工業區，63%是商業區，其餘是住宅區。美军轰炸計劃中的22個工業目標全部被摧毀，26萬7千多幢建築付之一炬，上百萬人無家可歸，83,000余人被燒死，10萬人被燒成重傷。大火之後的清理工作進行了25天。
空襲中有9架B-29被擊落，5架負重傷並在海面迫降，42架其餘受傷飛機返回了基地。
火攻東京後不到30小時，317架B-29轟炸機又夜襲名古屋，摧毁了該市的飛機製造中心。13日，300架B-29轰炸了日本第二大城市大阪。
美军在轰炸中使用了1,700噸燃燒彈，約20.7平方千米的市區在3小時內焚燬。16日，美軍又轟炸神戶，摧毁了其造船中心。
之后美軍又於四、五、六月大舉空襲日本各大中小城市。在5月25日一次派出470架飛機轟炸東京，22萬間房屋被焚燬，但仅造成7,000余人死傷。連月來轟炸使東京有一半的建築物被摧毀。
美軍宣佈截止到7月4日，日本已遭受10萬噸炸彈的轟炸。
美軍轟炸過程中許多東京市民逃離出城。策劃轟炸行動的柯蒂斯·李梅将军命令美军顶住日本防空力量的压力抛撒传单，事先通知下一步轟炸的目標。这种做法不但較為人道，也能打擊日本國民的士氣。僅東京一地就有上百萬人逃往農村，工廠工人的出勤率不到從前的一半。轟炸東京及其他城市使日本戰時經濟陷入癱瘓。

## 轟炸倖免地區

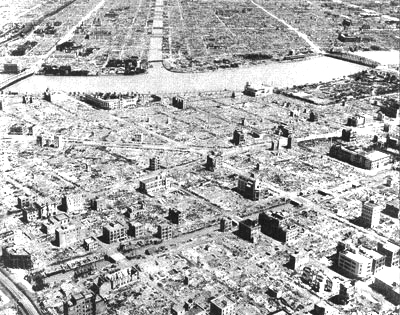
一片焦土下的東京下町

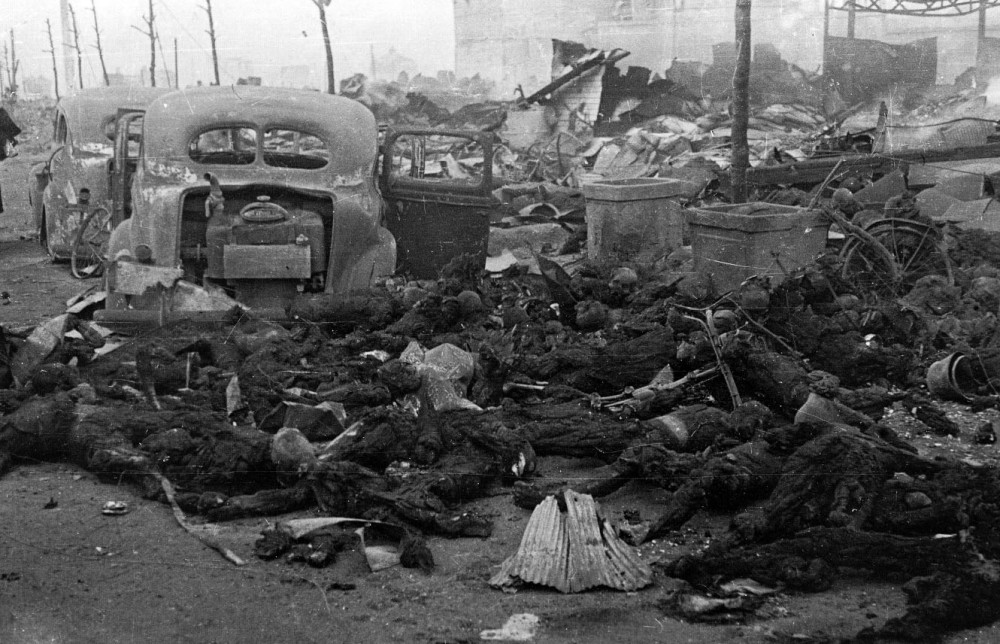
燒焦的日本平民遺體 1945年3月9~10日

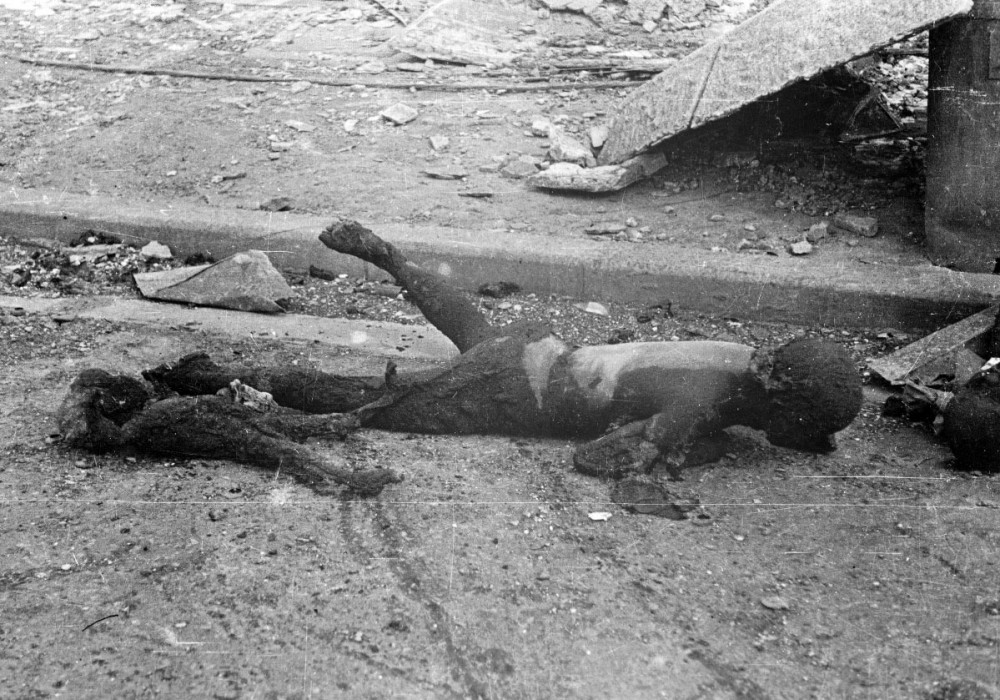
東京大轟炸的屍體

美軍把一些地區列為受保護地區而不轟炸。
- 皇居
- 聖公會
- 東京大學
- 救世軍
- 醫院

## 道德爭議

### 日本
这次轟炸行動戰後在日本国内的抗议之声越来越大。
许多日本人认为，美國使用燃燒彈轟炸東京民居的做法，造成近20萬人死傷、數以百萬計人口無家可歸顛沛流離，其中絕大部分為無辜平民，极不人道。
日本媒体称，執行轟炸的航空軍將領表示若美國最終戰敗，日本把他們當戰犯處決是很有正當性的。
日本前首相近衛文麿承认，東京大轟炸使日本開始考慮投降。

### 盟国
盟国方认为，日本人在重庆大空袭中率先以平民为目标，并首先使用燃烧弹。最终交战双方都接受了此种战法，是对等的战争行为，并无国际条约对美日两国进行约束。日本陆军飛行戰隊的相关责任人也没有受到任何关于战争罪行的审判。
对日本城市居民的杀伤，被参战的所有盟国认为是正当有效的打击轴心国势力、终结战争的手段。
這種戰略轟炸行為的目的主要是破壞日本生產戰爭物資的能力，以及降低日本的士氣。
美國對日本的一系列戰略轟炸雖然造成許多平民死傷，但是當時的美國確實有嘗試減少平民傷亡，首先美國是盡可能的以工業區為目標（只是日本住宅區與工業區相混），而且美國不是一開始就選擇無精確度的夜晚轟炸，再來是美國在轟炸前經常空投傳單預告轟炸地點，讓日本人事先避難。而英國對德國的轟炸並無此項舉措。
策劃轟炸行動的柯蒂斯·李梅後來接受日本媒体采访时说，如果美國戰敗，他本人肯定會被日本指控犯下戰爭罪行，但他也認為這次轟炸提早了戰爭的結束，從此減低了人命傷亡。

### 書本
- Coffey, Thomas M. . /dmirror/http/zh.wikipedia.org/w/: Random House Value Publishing. 1987. ISBN 978-0-517-55188-2.
- Crane, Conrad C. . JGSDF-U.S. Army Military History Exchange. 1994. ASIN B0006PGEIQ.
- Grayling, A. C. . New York: Walker Publishing Company Inc. 2006. ISBN 978-0-8027-1471-8.
- Greer, Ron. . Jacksonville, Arkansas, U.S.A.: Greer Publishing. 2005. ISBN 978-0-9768712-0-0.
- Guillian, Robert. . Jove Pubns. 1982. ISBN 978-0-86721-223-5.
- Lemay, Curtis E.; Bill Yenne. . McGraw-Hill Companies. 1988. ISBN 978-0-07-037164-4.
- McGowen, Tom. . Brookfield, Connecticut, U.S.A.: Twenty-First Century Books. 2001. ISBN 978-0-7613-1810-1.
- Shannon, Donald H. . U.S. Air University, Air War College. 1976. ASIN B0006WCQ86.

### 外部連結
- 67 Japanese cities firebombed in World War II （页面存档备份，存于）
- B29 Air Raid on Japanese Cities（包含照片集）
- Army Air Forces in World War II
- The Strategic Air War Against Germany and Japan（页面存档备份，存于） 由美國空軍 Haywood S. Hansell 將軍所撰寫的回憶錄（已退休）
- 美国陆军航空队对日本的大规模战略轰炸